# De Bry
de Bry ist der Name einer calvinistischen Familie aus Lüttich (im heutigen Belgien), die wegen ihres Glaubens mehrfach ihren Wohnsitz wechselte (Lüttich-Straßburg-Lüttich-Straßburg-Frankfurt-Oppenheim-Frankfurt).
Bekannte Mitglieder:
- Thiry de Bry, der Ältere (*; † 1528), Goldschmied in Lüttich
  - Thiry de Bry, der Jüngere (* 1495; † 1590), Goldschmied in Lüttich ⚭ 1524 Catherine le Blavier (Tochter von Conrad le Blavier de Jemeppe)
    - Theodor de Bry (* 1528 in Lüttich; † 1598 in Frankfurt) Goldschmied, Kupferstecher und Verleger;
1.⚭ Catherine Esslinger (* ?; † <1570)
2.⚭ 28. Februar 1570 Katharina Rötlinger (Tochter des Goldschmieds Hans Rötlinger)
      - Johann Theodor de Bry (* 1561 in Lüttich; † 1623) Kupferstecher und Verleger;
wirkte in Frankfurt und Oppenheim. Er nahm 1616 Matthäus Merian in seinem Betrieb auf, der im Jahr darauf sein Schwiegersohn wurde.
        - Maria Magdalena de Bry ⚭ Februar 1617 erste Ehefrau des Basler Kupferstechers Matthäus Merian.
        - Magarethe Elisabeth de Bry ⚭ März 1623 Johann Ammon († 1656 in Heidelberg) Verleger und Buchhändler; führte nach dem Tod seines Schwiegervaters Johann Theodor de Bry dessen Verlagsunternehmen weiter[1]; 6 Kinder, darunter
          - Clemens Ammon (* 1627), Kupferstecher, Drucker und Verleger in Frankfurt und Heidelberg[2][3]

      - Johann Israel de Bry (* 1565 in Straßburg; † 1609 in Frankfurt) Verleger, Kupferstecher, (Bruder von Johann Theodor de Bry); wirkte in Frankfurt.
        - Lucas Jennis; Kupferstecher, Verleger in Oppenheim (Stiefsohn von Johann Israel de Bry) ⚭ Schwester des calvinistischen Malers und Kupferstechers Joachim Sandrart.

      - Jean-Jacques de Bry (* 1566 in Straßburg; † ?)